# Kohram
Kohram ((Wybuch) to bollywoodzki thriller z elementami komediowymi z 1999 roku. W rolach głównych wystąpili Amitabh Bachchan, Nana Patekar i Tabu. Ponadto występują też Danny Denzongpa, Jackie Shroff i Mukesh Rishi. Reżyseria - Mehul Kumar, autor Krantiveera i Jaago. Film pokazuje walkę armii z pakistańskimi terrorystami wspieranymi przez skorumpowanych polityków indyjskich. Można w nim zobaczyć zamachy, pościgi, wybuchy, udawanie kogoś, kim się nie jest i pełną onieśmielenia miłość. Ponadto przedstawia on terroryzm, zdradę, poświęcenie, przemianę za sprawą miłości i sceny modlitw sikhów (w gurdwarze) i hindusów podczas święta Nawaratri. Muzułmanów pokazano tu z uprzedzeniem.

## Fabuła
Podczas pogrzebu majora Rathoda (Jackie Shroff) dochodzi do zamachu na ministra Veera Bhangra Sinhga (Danny Denzongpa). Zamachowcowi, nie udaje się go zastrzelić. Jednak zanim zginie podczas wybuchu auta, rozpoznano w nim zasłużonego oficera armii pułkownika Balbira Singh Sodi (Amitabh Bachchan). Prowadzący śledztwo brygadier Bedi (Kabir Bedi) podejrzewa, że Sodi przeżył i zbiegł. Ktoś musi zbadać, czy pod bardzo do niego podobnym, wybuchowym, uwielbianym przez wszystkich Dada Bhai nie kryje się uznany za zdrajcę Sodi. Zadanie to zostaje powierzone znanemu ze skuteczności w walkach z terrorystami Ajitowi Arayi (Nana Patekar). Ukryty za maską rozgadanego luzaka, fotografa z gazety wkrada się on w życie Dada Bhai. Przy okazji poznając równie uroczą, co skorumpowaną policjantkę Kiran Patekar (Tabu). Czy rzeczywiście jego nowy przyjaciel, wylewny i serdeczny Dadabhai jest skrytym niebezpiecznym milczkiem Sodi?...

## Obsada
- Amitabh Bachchan	... 	płk Balbir Singh Sodi i Devraj Hathoda / Dada Bhai
- Nana Patekar	... 	major Ajit Arya
- Tabu	... 	inspektor policji. Kiran Patekar
- Jayapradha	... 	Amrita Sodi
- Mukul Dev	... 	Monty
- Ayesha Jhulka	... 	Sweety
- Danny Denzongpa	... 	minister Virbhadra Singh
- Kabir Bedi	... 	Brig. Bedi
- Mukesh Rishi	... 	Ghafoor Changezi
- Jackie Shroff	... 	major Rathod

## Piosenki
- Baba Nanak Duhkiyan De Nath
- Hum Hai Banaras Ke Bhaiyya (na ekranie Amitabh i Nana)
- Paagal Hua Deewana Hua (na ekranie Tabu i Nana Patekar)
- Jaaneman Jaaneman
- Jai Mata Di Jai Mata
- Ladki Ladki Tu Woh Ladki
- Tere Dil Pe Naam Na Likh